# Obermorschwiller
Obermorschwiller é uma comuna francesa na região administrativa de Grande Leste, no departamento Alto Reno. Estende-se por uma área de 6,03 km². Em 2010 a comuna tinha 426 habitantes (densidade: 70,6 hab./km²).